# 魔法少女リリカルなのはINNOCENT
『魔法少女リリカルなのはINNOCENT』（まほうしょうじょリリカルなのはイノセント）は、Mobageのコンテンツとして提供されていた携帯端末専用のソーシャルゲーム作品。2013年3月31日稼働。
また、これを元にした原作・都築真紀、作画・川上修一の漫画版が『月刊コンプエース』にて連載されている。漫画版第1部はゲーム版と同一タイトルで、ゲーム稼働に先立ち『月刊コンプエース』2012年9月号から連載開始され、2014年5月号まで連載されていた。2014年6月号からは第2部が『魔法少女リリカルなのはINNOCENTS』（まほうしょうじょリリカルなのはイノセンツ）のタイトルで2016年3月号まで連載された。漫画版キャッチコピーは「フェイトとアリシア、2人の望んだ時間がここにある。」

## 概要
魔法少女リリカルなのはシリーズでは初のソーシャルゲーム作品。従来のシリーズとは異なる世界観として制作されているものの、都築真紀とセブン・アークスが全面監修している。世界観とストーリーは都築が書き下ろし、キャラクターデザインもアニメ版のキャラクターデザインを担当した奥田泰弘が担当している。
本作品の世界では、「原典」（本記事では『第1期』と同じ世界の作品（TVシリーズやゲームなど）、およびそれらの作品で一般に知られている設定を便宜上「原典」と呼ぶことにする）のように「魔法」は存在しておらず、原典のキャラクターたちも普通の人間として生活している。また主な舞台は、原典のTVシリーズ『第1期』『A's』の舞台となった、地球・日本の街「海鳴市」である。そして物語開始前後に、体感シミュレーション（バーチャルリアリティ）ゲーム「ブレイブデュエル」が発明され、普及し始めている時期である。原典のキャラクターたちは主にこのブレイブデュエルのプレイヤーとして登場し、ブレイブデュエルでの対戦やブレイブデュエル内外での交流を中心とした物語が展開される。ゲーム版ではプレイヤー自身（「あなた」）の視点で物語を進めることになる（ストーリーも二人称形式で語られる）。漫画版にはゲーム版のプレイヤーに相当するキャラクターは登場せず、なのはを主人公とした物語が展開されている。
ゲーム版稼働後1年目・漫画版第1部では、主に原典のTVシリーズ『第1期』『A's』およびゲーム『BOA』『GOD』（『A's』前後の時間軸）のキャラクターが登場した。ゲーム版稼働後2年目・漫画版第2部からは、『StrikerS』の一部キャラクター（スバル、ティアナ、聖王教会組以外のナンバーズ9名、ギンガ、クイント、スカリエッティ、リインフォース・ツヴァイ、アギト、ゲンヤ）が、なのはたちを考慮してか年齢を変更された上で、登場している。『ViVid』のキャラクターはゲーム版稼働後1年目（2013年5月6日）から『月刊コンプエース』とのコラボカードとして登場しているものの、『INNOCENT』のキャラとしてではなく「原典の世界から本作の世界へやってきた」という形になっている。『Force』のキャラクターは未登場。原典のメインシリーズ以外にも、2013年5月6日から『月刊コンプエース』とのコラボカードとして、劇場版『The MOVIE 2nd A's』の特装版ディスクに収録されているミニピクチャードラマ『医療少女メディカルシャマル』の登場人物である神楽井ゆずこ（メディカルシャマル）、天使ナノハ、天使フェイト、暗黒医療会メンバーなどが、『ViVid』のキャラクターと同様に「原典の世界から本作の世界へやってきた」という形で登場している。
2016年8月、スマートフォン専用ブラウザへの移行に伴い、フィーチャーフォン版のサービス終了。そして2018年1月中旬を以てサービス全てが終了することになった。

## 従来のシリーズとの相違点
- プレシアやアリシア、アインス、クイント、ドゥーエ（二乃）など、原典では逝去しているキャラも生存している。
- なのはたちは魔導師ではなく、あくまで一般の少女であり、ヴォルケンリッターやフローリアン姉妹、マテリアルズ、リイン、アギト、スバルとギンガ、ナンバーズなども普通の人間として扱われている。
- アルフやザフィーラなどの原典での使い魔や守護獣は動物として扱われているが、リニスは人間と動物が別キャラクターとして扱われ、原典では人間だったユーノが動物として扱われている[注 8]。なお、原典のような魔法がなくとも動物が人間の言葉を喋ったり人間型に変身したりすることが普通にある世界な模様。
- 管理局などの設定がないため本作の大人キャラは全員別の職業についている[注 9]。
- 原典ではエルトリアで生活していた・移住したフローリアン姉妹やマテリアルズ、ミッドチルダで生活していたスバルやティアナ、ギンガ、ナンバーズらも、『INNOCENT』では地球で生活している。
- スカリエッティとクイントが兄妹、ティアナがリニスの妹など、独自の血縁関係となっている。
- ヴィータたち八神家のメンバーに「八神」の名字が付いている。家族構成は不明だが、アインスとリインは姉妹であると明言されている。
- スバルたちナカジマ一家の名字（ゲンヤのみ下の名前も）が漢字表記（ナカジマ→中島）になり読み方も日本語読みになっている。また、原典ではスバル、ギンガ、ノーヴェと血のつながりのないチンク、ディエチ、ウェンディの3人もスバルたちと血のつながった姉妹として登場している。
- ノーヴェとウェンディを除くスカリエッティサイドに所属するナンバーズの名前が全員自身の名前の数字が入った日本語名に変更されている。また、中島家サイドのナンバーズメンバー同様全員血のつながった姉妹となっている。
- なのはたちが通う学校の名称が「私立聖祥大付属小学校」から「私立海聖小学校」に変更されている。それに合わせて制服のデザインも変更されている。
- 年齢（学年）も異なっている。原典『第1期』『A's』では小学3年生（『A's』最終話では中学3年生）、その次作である『StrikerS』では19歳であったなのはやフェイトたちが、『INNOCENT』では小学4年生となっている。また原典の『StrikerS』で初登場したキャラクターは、一部を除いてなのは達に合わせて年齢が引き下げられている[注 10][注 11]。
- 原典における魔導師・騎士は「デュエリスト」、魔法は「スキル」と呼称される。
- 原典では魔導師にならず、戦闘に関わらなかったアリサ、すずか、アリシアもデュエリストとして参戦している。
- 原典におけるスカリエッティサイドのナンバーズは「セクレタリーズ」と呼称される。
- ブレイブデュエル内で使うデバイスは一般言語（日本語）で喋っている。また、原典での系統に関わらず、全て人格型AIを搭載している。
- マテリアルズなど一部キャラのバリアジャケットやデバイスのデザインが変更されているほか、プレシアは目つきが穏やかだった頃に変更され、アインスの瞳も『The MOVIE 2nd A's』のものと同じになり、マテリアル（シュテル、レヴィ、ディアーチェ）も他の人物と同様の瞳になっている。また、ナンバーズのバリアジャケットは全員一新されている。
- 『StrikerS』で登場したデバイスやバリアジャケットの一形態や、『Force』のAEC武装などを、子供姿のなのは達が装備したカードが登場している。また、『Force』のストライクカノンに似た形態のルシフェリオン（ゲーム中では「ドライバー」などと呼称）を装備したシュテルや、『StrikerS』のバルディッシュ・アサルトのライオットザンバー・スティンガー形態のように双剣（ただし一本一本がザンバーフォームと同様の大剣サイズ）となったバルニフィカスを装備したレヴィのカードも登場している。
- 別のキャラクターのバリアジャケットやデバイスを装備することがある。例えば、はやての騎士服を着てシュベルトクロイツを持ったなのは、シュテルのバリアジャケットを着てルシフェリオンとフレイムアイズの二刀流をしたアリサなど。
- 「ユニゾン」による、原典にはない特殊形態が存在する。例えば、フェイトとユニゾンした事でバルディッシュと同じカラーのレイジングハートを使用し、バリアジャケットもフェイトカラーになったなのは、など。

## ストーリー（漫画版）

### 第1部
グランツ・フローリアンをはじめとする地方都市の研究者によって制作された体感シミュレーションゲーム「ブレイブデュエル」。
私立海聖小学校4年生の高町なのはは、親友のアリサ・バニングスと月村すずかにブレイブデュエルの存在を教えてもらい、プレイする事によって、新たなデュエリストと出会っていく。

### 第2部
港第三小学校2年生の中島スバルは、同級生のティアナ・ランスターと仲良くなりたくてブレイブデュエルに誘う。このことをきっかけに、スバルはティアナとの絆を育んでいく。

## 登場人物
性格や設定などは漫画版を基準にしているがキャラによってゲーム版とは性格が異なるものもいる。
担当声優は『サウンドステージ』による。

### ホビーショップT&H関連
高町なのは
声：田村ゆかり
使用デバイス：レイジングハート、セイクリッド・ハート（クリス）、ストライクカノン、フォートレスVer.N、シュベルトクロイツ
アバター：セイクリッドタイプ、セイクリッドII、LOGスタイル
漫画版第1部のミッドチルダ側主人公。私立海聖小学校4年1組。アリサとすずかに誘われたことでブレイブデュエルを始めた。原典と比べると困った時になると一人称が自分の名前で呼ぶようになり、ですます口調になるなどの違いがある（ただし、原典でも自分のことを『なのは』と呼んだことがあり、目上に対してはですます口調である）。
ゲーム版におけるプレイヤーの第1回BDチャンピオンシップ優勝の座を賭けた対戦相手となるラストエリアボス。
漫画版では従来のシリーズではあまり見られなかった、『とらいあんぐるハートシリーズ』での「御神流」設定が一部取り込まれており、実家には道場が併設されている。専門的に修行や修学はしていないがスプーンの突きで紙コップを貫通させたり、舞い落ちる落ち葉を木の枝で次々と切り払う等、常人ならぬ特技を持つ。この特技を初めて見た人は、普段の彼女との差異に戸惑うが、フェイトだけは「綺麗…」と見惚れていた。
フェイト・テスタロッサ
声：水樹奈々
使用デバイス：バルディッシュ、バルディッシュII
アバター：ライトニングタイプ、ライトニングII
シリーズを通してのメインヒロイン。プレシアの下の娘でロケテスト全国2位の実力者。なのは達と初めて出会った翌日に私立海聖小学校4年1組に転校してきた。大人しい性格で姉である明るく元気なアリシアが大好きなお姉ちゃん子。
原典ではアリシアのクローンであったが今作では普通の人間として生まれている。他にも原典では家族の愛情に飢えていたのに対し、今回は恵まれていたためかなのはに対しての好意が出ているがゲーム版ではプレイヤーに好意を寄せている節を見せている。他にも原典では呼び捨てだったシグナムもさん付けしている。
ゲーム版最終イベント『勇気の翼』にて最後の対戦相手（ラストボス）となる。ブレイブデュエルが新世代への移行が決定し、従来版とのお別れ会を兼ねた合同イベントバトルに全デュエリストが沸くなか、ただ一人将来への不安に苛まれていた。しかし、周囲からの優しい言葉と、プレイヤーとの対戦に敗北した際に結果の悔しさよりも全力で戦えた満足感に満たされ、「変わっていくことになっても繋がりは消えない」のを悟り、彼女の歓喜をもって物語は終幕を迎える。
アリシア・テスタロッサ
声：水樹奈々
リライズ時発声：「ミラクルチェンジ」
使用デバイス：フォーチュンドロップ
アバター：ガンナータイプカスタム「ラッキースター」、エンゲージスーツ「ホワイトリリィ」
私立海聖小学校6年。プレシアの上の娘でフェイトの姉だが身長は彼女の方が低く、初対面の人はほぼ彼女のほうが妹かと勘違いする。T&Hの看板娘であり実況を行う。プレイヤーに対して丁寧語である妹のフェイトと異なり、アリシアはプレイヤーに対してはタメ口で話している。
原典ではTVシリーズ、劇場版いずれも物語開始時点で事故で死亡しているため、回想での登場であった。
アリサ・バニングス
声：釘宮理恵
使用デバイス：フレイムアイズ、フレイムアイズII、ルシフェリオン、スノートライデント
アバター：フェンサータイプ、セイクリッドスタイル
私立海聖小学校4年1組。なのはの親友で彼女をブレイブデュエルに誘った1人。勝気な性格で頭脳明晰だがそれゆえに頭が固く空を飛ぶことができない。公式サイトのキャラ紹介でクラス委員をやっているという設定が明らかになった。
月村すずか
声：清水愛
使用デバイス：スノーホワイト、スノートライデント、シュベルトクロイツ、夜天の書、フレイムアイズ
アバター：プロフェッサータイプ、LOGスタイル
私立海聖小学校4年1組。なのはの親友で彼女をブレイブデュエルに誘った1人。お淑やかな性格から想像できないほど抜群の運動神経を持っている（公式サイトによると実はチームで1番）。
リンディ・ハラオウン
声：久川綾
使用デバイス：戦艦アースラ
ホビーショップT&Hの店長で主に仕入れ及び経営管理を担当。プレシアとは親戚かつ昔からの親友で、現在は共同生活をしている。ほのぼのとした雰囲気を見せる原典と比べると娘のことで暴走して我を失うプレシアにツッコミを入れるなど、ストッパーの役回りが多いがゲーム版ではそういうのがないためか原典同様穏やかな女性として描かれている。
かつて艦隊戦のシミュレーションゲームで「伝説の艦長」と言われていた実力者で、ブレイブデュエルではこの時のデータをコンバートして使用している。
夫のクライドは健在であり、テスタロッサ家の主人（フェイトとアリシアの父親）と共に単身赴任中。
プレシア・テスタロッサ
声：五十嵐麗
ホビーショップT&Hもう1人の店長で主に店舗経営及び接客を担当。原典でのアリシア以外の者に対する冷徹な面は全くなく娘のことを「自慢の娘たち」と言いフェイトのことを心配したり、アリシアがいないと取り乱しさらに仕事をサボって娘達の応援に行くなど、周囲が呆れるほどの度の過ぎた親馬鹿な人物となっている。ただし、ゲーム版ではそのシーンがほとんどなく落ち着いた女性となっている（フェイトとアリシアを可愛がっている点は変わらない。また、公式サイトの説明でも2人の愛娘を溺愛していると書かれている）がイベントの際にカメラを回したり衣装を用意してやるなどたびたび漫画に近い行動をとることがある。
若い頃は魔法バトル系のシミュレーションゲームで「次元大魔導師」と呼ばれていた実力者で、ブレイブデュエルではこの時のデータをコンバートして使用している。
エイミィ・リミエッタ
声：松岡由貴
ホビーショップT&Hの店員（チーフ。ただしゲーム版によるとアルバイトで、普段は高校生）で、店内でのブレイブデュエルの実況担当。ブレイブデュエルをしないせいか、彼女のカードはリライズしても絵柄の変化がない。
クロノ・ハラオウン
使用デバイス：S2U、デュランダル
アバター：エクスキューショナータイプ
リンディの息子で天央中学校の2年生。テスタロッサ姉妹にとっては兄と呼べる人物。原典と同じくこちらでもフェイトたちよりまだ上手であるとのこと。
リニス・ランスター
声：浅野真澄
ハラウオン親子とテスタロッサ親子の住むマンションに通う家政婦兼テスタロッサ姉妹の家庭教師。プレシアは彼女の恩師との事。エイミィが忙しいときなどはT&Hの手伝いをすることもある。本作では人間という設定のため猫耳と尻尾はないが、ブレイブデュエル内では後述のリニス2世のデータが混ざってしまったため猫耳尻尾姿になる。姉妹には勉強のほか音楽も教えており、リニス自身の技にも音楽関係をモチーフとしたものが追加されている。ゲーム版で弟のティーダと妹のティアナが居ることが明かされており、漫画版でティアナが登場した。
原典では単に「リニス」という名前でプレシアの使い魔である。また「ランスター」という苗字であるが、原典においては先述の理由で同じ「ランスター」の苗字を持つティアナ・ランスターとは血縁関係などは無い上、ティアナとリニスは双方会ったことも無い。なお、設定資料によるとバストサイズはシグナムと同じらしい。
リニス2世
正式名称はフランベール・NJFC・リニス・ザ・セカンド・テスタロッサ。テスタロッサ＆ハラウオン家の飼い猫（元野良）で、リニスに毛色が似ていることから今の名前で呼ばれることになった。リニスより先にブレイブデュエルに登録されたためリニスにデータが混成する結果となる。なお、作中登場する動物キャラの中では唯一言葉をしゃべらない。
アルフ
テスタロッサ＆ハラウオン家の飼い犬。普段は子犬の姿で過ごし、ブレイブデュエル以外でも人間態になれるが、日常生活時では原典の『魔法少女リリカルなのはStrikerS サウンドステージ01』で見せたこども形態、ブレイブデュエル時は『A's』以前の形態となる。ただし原典では犬ではなく狼である。
ユーノ
高町家のペットであるフェレット。ブレイブデュエル時には人間態「ユーノ・スクライア」になる。元はなのはの姉･美由希が拾った野良フェレット。偶然にも同じ年ということでなのはと仲良しになった。
原典では純粋なフェレットではなく「やむを得ない事情でフェレットになってしまった人間」である。
中島スバル
劇中スタイル：ミッドチルダ＆ベルカ
使用デバイス：リボルバーナックル（右手）、マッハキャリバー
アバター：ストライカータイプ
漫画版第2部の主人公格の一人。港第三小学校2年生で、ティアナの同級生にして友達。T&Hのショッププレイヤーになったなのはに憧れ、ブレイブデュエルに興味を示した少女。「水色が好き」だという理由で男子用水色ランドセルと男性服を着て尚且つボーイッシュな性格と容姿なので家族の口から聞くまでほぼ全員男の子と勘違いしていた。ティアナ同様原典より年齢が引き下げられている。なお、中島家の集合カードや一部の自身のカードのイラストを見る限り原典同様かなりの大食いである。また、趣味で格闘技をやっており、デュエル内ではそれを生かして戦う。カードとしては初の2属性の複合スタイルのキャラである。
ティアナ・ランスター
使用デバイス：クロスミラージュ、アンカーガン
アバター：ガンナータイプ
漫画版第2部の主人公格の一人。港第三小学校2年生で、リニスの妹。スバルに誘われてブレイブデュエルに興味を示す。狸が好きなのか子狸丸とすぐ仲良しになった。前述通りリニスの妹であり、小学生に変更になっている。

### 古書店・八神堂関連
本作では原典におけるヴォルケンリッターに相当するメンバー（ザフィーラを除く）には苗字が設定されている。なお、ゲーム版では、八神堂にいる面々以外にも家族がいるとの事で後にそれがツヴァイとアギトであることが明らかになった。
八神ヴィータ
声：真田アサミ
使用デバイス：グラーフアイゼン、ウォーハンマー、スターセイバー
アバター：アーマーナイトタイプカスタム「ゴシックナイト」
漫画版第1部のベルカ側主人公。八神堂末娘で睦月第二小学校3年2組。ロケテストでのランキング6位の実力者。原典ではアリサに対しては丁寧語でさん付けだったが本作では年齢が近いという設定でお互いタメ口で呼び捨てで呼び合っている。
本作では自転車に乗れない（後に克服）という独自設定が追加されたほか、趣味がゲートボールからグラウンドゴルフに変更になっている。
八神はやて
声：植田佳奈
使用デバイス：シュベルトクロイツ、夜天の書、フォートレスVer.H
アバター：ロード・オブ・グローリータイプ（モノクローム＆ゴールドバージョン）
八神堂店長。子供だが既に大学を飛び級で卒業しているほどの天才で源也はその当時の恩師。一時期関西に住んでいた為、関西弁で喋る。前述の理由から小学校には通っていないが、プレイヤーが海聖小学校の制服をプレゼントした際にはたいそう喜んでいた（しかし、彼女よりもむしろ他の4人（ヴィータ、シャマル、シグナム、リインフォース）の方が喜んでおり、特にシャマルとシグナムに至ってはわざわざ他の2人を呼び出している）。
八神シグナム
声：清水香里
使用デバイス：レヴァンティン、レヴァンティンII
アバター：フェンサータイプカスタム「ソードマスター」
八神堂店員。体育大に通う大学生で、近所の道場で剣術の師範代もしており基本的に普段はジャージを着ている。
また、彼女の道場には警察官も多く通っており、時折交通安全指導の手伝いをしていたりする。
スカリエッティ家の三月と同じ高校を卒業しており、三月とは部は違っていたが仲のいい先輩後輩の関係である。
八神家の中では力仕事以外家事を任されておらず一家の父親的存在である。
八神シャマル
声：柚木涼香
使用デバイス：クラールヴィント
アバター：クレリックタイプ
八神堂店員。海鳴医科大学の医大生。
本作でも料理が下手で味は最悪であるが栄養価は高く、体調が悪い時などには食べれば元気になるとヴィータは言っている。他にもお菓子料理なら得意という特技が追加された（ただし、公式サイトのキャラ紹介では料理の腕は極めて微妙と書かれている）。
八神リインフォース・アインス
声：小林沙苗
使用デバイス：ナハトヴァール、シュベルトクロイツ、夜天の書、レヴァンティン
アバター：アークビショップタイプ、ナイトレイダータイプ、フェンサースタイル
八神堂店員。仕事の傍ら夜間の建築系専門学校に通っている八神家の長女。
作中の登場人物の中で唯一アバターが2タイプ（のちに3タイプ）あり普段は後方支援を主としているが、実は接近戦も強いオールラウンダーである。
原典では単に「リインフォース」という名前であり、『A's』エピローグより登場する「リインフォースII(ツヴァイ)」と区別するため「リインフォース・アインス」という別名が付けられたのだが、『INNOCENT』ではツヴァイとは実の姉妹でその姉であることからアインスの名がついたことになっている。また原典ではシグナムと同様ではやてや目上には丁寧語で、そうでないものは男勝りな口調で話していたが、本作では物静かな口調に変わっている他、原典ではシグナムの呼び方は「将」だったが、本作では普通に名前で呼んでいる。
さらに、テスタロッサ姉妹を溺愛する本作のプレシア同様に、彼女も（原典以上に）はやてを溺愛している面が多々みられ、「リインのあるじMEMO」なるはやてとの会話に合わせるためのメモ帳を所持していたり、すねていたヴィータにはやてが抱き着いたとき「次は自分の番」とスタンバっていたりしているがゲーム版ではプレイヤーと行動することが多くフェイト同様プレイヤーに対して好意を抱いている節を見せている。
ザフィーラ
声：一条和矢
八神堂の飼い狼（？）。原典同様、無口。人間には変身しない。アルフやユーノと面識があり、アリサや子供達にも慕われており、本人も子供好きらしい。
のろいうさぎ
声：柚木涼香
ヴィータの宝物であるぬいぐるみ。ブレイブデュエルに登録されており、ブレイブデュエル内では機敏な動きを見せるが、元がぬいぐるみであるため喋らない。なお、内部に通信機が仕込まれており、イベントなどの際はこのぬいぐるみを介して八神堂と通話する事が出来る。
『サウンドステージ』では会話機能も有していた事が発覚した。
八神リインフォース・ツヴァイ
使用デバイス：蒼天の書
アバター：ハイビショップタイプ
普段は外国に留学している八神堂にはいない八神家の一人。原典同様語尾に「ですぅ」「なのです」とつける。また、幼いながらシステムエンジニア系の資格を複数持つ秀才であり、研究所で研究も行っている。
趣味は読書と勉強、料理である。
八神アギト
アバター：ベリーデビルタイプ
八神リインフォース・ツヴァイ同様、普段は外国に留学している八神堂にはいない八神家の一人。原典同様活発な性格でヴィータのことを「姉御」と呼んで慕っている。また、シグナムと仲が良くシグナムの身の回りの世話をよくする。原典のようにルーテシアやゼストと繋がりがあるかどうかは不明。

### グランツ研究所関連
ディアーチェ・K（キングス）・クローディア
声：植田佳奈
リライズ時発声：「獄装（ごくそう）」
使用デバイス：紫天の書、エルシニアクロイツ
アバター：ロード・オブ・グローリータイプカスタム「暗黒甲冑（デアボリカ）」
漫画版第1部のインダストリー側主人公。私立天応中学2年生（飛び級）に編入した留学生。現在はグランツ研究所にホームステイをしている。本作ではファミリーネームが変わっているがブレイブデュエルでは原典同様「闇統べる王（ロード・ディアーチェ）」と名乗っている。ロケテストでの個人成績は不明だがロケテストチャンピオンチーム「ダークマテリアルズ」のリーダーだった。
言動は尊大であるが面倒見はよく、体の弱いユーリに甘いミルクスープを用意してあげたり年上であるフローリアン姉妹の弁当を作ってやったりするなど、研究所内の料理全般を任されており得意料理はカレーだが和・洋・中何でもこなす。
アリシアのことを「ちびひよこ」、フェイトのことを「くろひよこ」、はやてのことを「小鴉（こがらす）」、なのはのことを「おさげ」と呼ぶ。一方、レヴィ、はやて、観客たちからは「王様」と呼ばれることがよくある。また、はやてから「お姉ちゃん」や「姉やん」、漫画版では「お姉やん」と呼ばれたことがある。
グランツ・フローリアン
声：浜田賢二
グランツ研究所の所長にしてブレイブデュエルの生みの親であり、アミタとキリエの父親。「博士」と呼ばないと拗ねてしまったり、リライズアップを「日曜の朝の番組を一気見したようだ」と漏らすなどお茶目な面がある。運転免許は持っていないとの事。
なお、名前はフローリアン姉妹出典のゲームですでに出ていたが、顔が明らかになったのは本作が初めて。そのため「本作オリジナルの登場人物」あるいは「本作から登場する新キャラ」と勘違いした者も少なくない。
なお、妻（フローリアン姉妹の母）も健在だが、現在は出張中とのこと。
アミティエ・フローリアン
声：戸松遥
使用デバイス：ヴァリアントザッパー（ブルーフレーム）、ヴァリアントザッパーII
アバター：プロテクトスーツタイプ（青）
グランツの上の娘でエルトリア女学院2年生で、通称アミタ。礼儀正しく、ヒーローものが大好きな熱血少女。
『GOD』のスピンオフ4コマ『魔法少女リリカルなのはA's PORTABLE -THE GEARS OF DESTINY- マテリアル娘。』で作られた「同性に『お姉様』と呼び慕われる」という設定が本作の漫画版に逆輸入されている。
キリエ・フローリアン
声：佐藤聡美
使用デバイス：ヴァリアントザッパー（レッドフレーム）、ヴァリアントザッパーII
アバター：プロテクトスーツタイプ（赤）
グランツの下の娘でエルトリア女学院1年生。姉とは逆に変身ヒロイン物にあこがれを抱いている。趣味はガーデニングで研究所内の植物は彼女が世話をしている。
シュテル・スタークス
声：田村ゆかり
リライズ時発声：「炎着（えんちゃく）」
使用デバイス：ルシフェリオン、アスティオン（猫さん）、シュベルトクロイツ、ストライクカノン
アバター：セイクリッドタイプカスタム「殲滅服（ヒートスーツ）」、LOGスタイル
私立天応中学2年生（飛び級）に編入した留学生。現在はグランツ研究所にホームステイをしている。
本作ではファミリーネームが変わっているがブレイブデュエルでは原典同様『星光の殲滅者（シュテル・ザ・デストラクター）』と名乗っている。ロケテスト個人成績1位の実力者。
普段はクールにふるまっているが、内面は意外に熱い情熱派。
ゲーム版ではプレイヤー第1回BD全国大会への出場を賭けて予選決勝で対決する。
本作では普段は上部のフレームがない逆ナイロールの眼鏡をかけている。ゲーム版では実際に軽度の近視（裸眼視力0.5）であるとされている。
また、『A's PORTABLE -THE GEARS OF DESTINY- マテリアル娘。』で作られた「猫に好かれやすい」という設定が本作に逆輸入されている。
レヴィ・ラッセル
声：水樹奈々
リライズ時発声：「雷纏（らいてん）」
使用デバイス：バルニフィカス、ディバイダー996、銀十字の書
アバター：ライトニングタイプカスタム「襲撃服（スラッシュスーツ）」、戦闘防護服「黒騎士」
私立天応中学1年生（飛び級）に編入した留学生。現在はグランツ研究所にホームステイをしている。
スキルや必殺技を全て和風で命名したり、周囲が「悪そうな格好」と評す「黒騎士」を「カワイイ」と言ってのける独創的なセンスを持ち、一見するとおバカな発言が多いが実は数学に関してはシュテル達より上であまりものを考えないが何となく正解にたどり着く天才肌の持ち主。
本作ではファミリーネームが変わっているがブレイブデュエルでは原典同様「雷刃の襲撃者（レヴィ・ザ・スラッシャー）」と名乗っている。
ロケテスト個人成績4位の実力者でヴィータとよきライバル関係を築いており外見の似ているテスタロッサ姉妹とも仲がいい。
ヴィータを「ヴィーたん」、はやてを「はやてん」もしくは「子鴉っち」または「ハヤテ」、シュテルは原典同様「シュテるん」、ディアーチェも原典同様「王様」と独自の呼び方で呼び、なのはとフェイトはうまく呼べないため、「にゃのは（漫画版はなにょは）」と「へいと」と呼んでは二人に注意される。ただし、なぜか二人がいない時に限って二人の名前をちゃんと呼べる。
また、『A's PORTABLE -THE GEARS OF DESTINY- マテリアル娘。』で作られた「カレーが大好物」という設定が本作に逆輸入されている。
ユーリ・エーベルヴァイン
声：阿澄佳奈
使用デバイス：スピリットフレア
アバター：インペリアルローブタイプ
留学生（ただしゲーム版によると、飛び級で教育課程を終えており、現在は学校には通っておらず、グランツの研究の手伝いをしているとのこと）。現在はグランツ研究所にホームステイをしており、普段は研究所の受付をしているほか、グランツの助手やショップ間交流をとりもったりイベントを企画するなど自分なりのやり方でブレイブデュエルの発展を目指している。年齢は明確にはされていないが、なのはより年下である。
体が弱いため、いつもディアーチェから心配されている。
チヴィット / AI-NPC
規定チーム人数を満たしていないダークマテリアルズがチーム戦で呼び出すフレンドNPC。外観はオリジナルをデフォルメしたような感じになっており、ディアーチェ、シュテル、レヴィ、ユーリの手で呼び出される。
当初はブレイブデュエル内のみの存在だったが、「フレンドNPC達を現実空間でも遊ばせたい」というグランツの考えのもと、ロボットの体が作られた。後にT&Hエレメンツの結成の際、ディアーチェたちからなのは達のチヴィットが送られている。
ぷちロード
ディアーチェのチヴィット。外観はデフォルメしたディアーチェのアバターが王冠をかぶっている姿でレヴィから「王ちゃま」と呼ばれている。エラそうな外観だが、仲間を守るやさしい一面もある。他人の頭の上に立つ癖がある。
バリエーションとして全身金ピカの「ゴールデンロード」というカードも存在する。
シュテゆ・ザ・キャット
シュテルのチヴィット。外観はデフォルメしたシュテルのアバターから猫耳と尻尾が生えている姿。かなり気難しい性格らしくシュテル以外の人にはなかなかなつかない。たい焼きが好物。
チヴィ・ザ・トレジャー / チヴィ・ザ・ブルー、チヴィ・ザ・レッド、チヴィ・ザ・イエロー、チヴィ・ザ・ピンク、チヴィ・ザ・ブラック
レヴィのチヴィット。外観はデフォルメしたレヴィのアバターが棒つきキャンディーを持っている姿。性格はレヴィ以上に子供っぽい。漫画版では（ゲーム内だが）同時に複数体登場しており、まとめてチヴィズと呼ばれていた。
当初はチヴィ・ザ・トレジャーのみだったが、ゲーム版では後に熱血キャラのレッド、のんびり屋のイエロー、女の子っぽいピンク、クールなスナイパーのブラックの4体も作られた。それぞれ名前の最後の色の髪色と飴を持っている。これにより、最初のチヴィもチヴィ・ザ・ブルーと改名した。5体がそろったときはチヴィ・ザ・レンジャーと呼称される。
め～ちゅ
ユーリのチヴィット。外観はデフォルメされたユーリのアバターに、瞳がハート状になった姿。
アリちゃ
アリサのチヴィット。外観はデフォルメされたアリサのアバターに、瞳が炎状になった姿。
すずにゃ
すずかのチヴィット。外観はデフォルメしたすずかのアバターから猫耳と尻尾が生えている姿。
なのなの
なのはのチヴィット。外観はデフォルメしたなのはのアバター。空を飛ぶのが好き。
へいと
フェイトのチヴィット。外観はデフォルメしたフェイトのアバター。
ぷちシア
アリシアのチヴィット。外観はデフォルメしたアリシアのアバター。
小狸丸（こだぬきまる）
はやてのチヴィット。外観はデフォルメしたはやてのアバターから狸の耳と尻尾が生えている姿。「こたぬ」と呼ばれることも。
しぐにゃむ
シグナムのチヴィット。外観はデフォルメしたシグナムのアバターから猫耳と尻尾が生えてレヴァンティンの代わりに魚「鮮魚剣さばンティン」を持っている姿。
チヴィータ
ヴィータのチヴィット。外見はデフォルメしたヴィータのアバターの帽子ののろいウサギが大型化し手に100gと書かれたハンマーを持っている。
ちゃまる
シャマルのチヴィット。外見はデフォルメしたシャマルのアバターから羊の角が生え首にも羊の毛のファーを巻いている。
あいんちゅ
アインスのチヴィット。外見はデフォルメしたアインスのアバター（アークビショップタイプ）。
あみたん
アミタのチヴィット。外見はデフォルメしたアミタのアバターで手に魚型の水鉄砲を持っている。
モモキリ
キリエのチヴィット。外見はデフォルメしたキリエのアバターで剣が包丁状になっている。
ちゅばる
スバルのチヴィット。外観はデフォルメしたスバルのアバター。
ティアにゃ
ティアナのチヴィット。外観はデフォルメしたティアナのアバターから猫耳と尻尾が生えている姿。
ここのん
ノーヴェのチヴィット。外観はデフォルメしたノーヴェのアバター。
ウェンにー
ウェンディのチヴィット。外観はデフォルメしたウェンディのアバター。
ぎんたん
ギンガのチヴィット。外観はデフォルメしたギンガのアバター。
ちんくっく
チンクのチヴィット。外観はデフォルメしたチンクのアバター。
ディーたん
ディエチのチヴィット。外観はデフォルメしたディエチのアバター。
にゃにゃお
七緒のチヴィット。外観はデフォルメした七緒のアバター。
なお、漫画版が初出のキャラであるが、ゲーム版でもコンプエースとのコラボで正式にカード化され、後にはチヴィットらがメインとなるイベントも開催された。2015年5月の時点でカード化されているのは上述の24体（＋チヴィの色違い）。

### スカリエッティ研究所関連
2014年4月下旬より実装された新スタイル・ラボラトリーの運営者。当初はゲームのシナリオ中・対戦者のデッキ・イベント報酬カードのみの登場だったが後に解禁。グランツ研究所からブレイブデュエルにおける「悪役」として参加する事が提案されそれを了承する形で正規の参戦を果たす。「悪役」なのでプレイヤーのスタイルとしては選択できない。
ジェイル・スカリエッティ
ブレイブデュエルの基盤となった仮想空間シミュレーターを開発した1人でグランツの旧友でありライバル。本作独自の血縁としてクイントとは兄妹であり、スバルたちとは叔父と姪の関係にある。リスクと隣り合わせを信条としており、過度な意見が多かった故にグランツとは袂を分かったが個人的な仲は現在も続いている。勝敗にペナルティを課さないデュエルに不満を抱き、刺激を引き出すためにノーヴェとウェンディに非登録のデータを与えてイベントに参加させた事件が切っ掛けで、各ショップのデュエリスト達と立ち会う。幼少時より夢は「世界征服」であり、持ち前の頭脳をもって実現を目指すが唯一の弱点である妹のクイント、クイントの夫で義理の兄にあたる源也には頭が上がらず、一線を越えられずにいる。家事を担当する一架（イチカ）、OLの二乃（にの）、高校生の三月（みつき）、中学生の四菜（しいな）、小学生の七緒（ナナオ）の5人姉妹の娘と暮らしており、特に三月と四菜の2人はクイント曰く父親の「悪役」影響を根強く受け継いでいる。
悪役という立ち位置は同じであるが、前述通りクイントとゲンヤに頭が上がらない面や堂々とハッキングをしているとばらしてシグナムに警察へ通れて行かれそうになったり、発明ばっかりしていて定職に就いておらず二乃に養ってもらっている、酒に弱く酔っ払って絡み酒になるなど、冷酷な原典と比べると情けない面や間抜けな面が目立つ。また、純粋な悪人という訳でもなく少々考え方が過激なだけでゲームのことを思う純粋さも持ち合わせている。
中島ノーヴェ
詳細は#中島家を参照。
中島ウェンディ
詳細は#中島家を参照。
一架・スカリエッティ
原典のウーノでスカリエッティ五姉妹の長女。本作では普段は原典同様スカリエッティの秘書や助手を務めているほか、家事を担当しており事実上のスカリエッティ研究所の母親役。
原典では冷徹な面も多いが本作では本格始動前にわざわざほかの場所に挨拶に出向いたり悪役ゆえデュエルの際、きつい言葉を投げかけることをわざわざ謝罪するなどまめな性格。
また、免許も所持しているが大型車が苦手なため、中島家と一緒に出掛ける際などはもっぱら二乃に運転してもらっている。
なお、父同様お酒は弱い。
二乃・スカリエッティ
使用デバイス：ピアッシングネイル
原典のドゥーエでスカリエッティ五姉妹の次女で他の原典死亡者同様本作では生存している。本作では普段はOLをやっておりスカリエッティがブレイブデュエル参加を決意するまでは彼女がスカリエッティ一家の生活費のすべてを稼いでいた。
デュエル時は色っぽい口調で話すが普段はOLらしくリクルートスーツを着て普通に話す。また、免許も所持しており中島家と合同で出掛ける際はもっぱら彼女（とクイント）が運転手を務める。
また、父や姉の一架と違い母親似でお酒には強い方である。
三月・スカリエッティ
原典におけるトーレで本作では高校3年生の空手部所属で部活動は違うがシグナムは彼女の先輩に当たり仲がいい。普段着は「空手道」と書かれたTシャツと黒いジャージというラフな姿でバリアジャケットも黒い道着。父親の悪役影響を強く受けたうちの1人でデュエル時は悪ぶったセリフを好むが普段は空手経験者らしくサバサバした性格の体育会系で年下の子にも優しい。しかし、（本人に悪気はないが）空気を読めない天才でありたびたびそれが原因でトラブルを起こすことがある。なお、ゲーム内で唯一プレイヤーと単独で戦ったためか、スカリエッティ家の中では一番プレイヤーと仲がいい。
四菜・スカリエッティ
原典におけるクアットロで本作では中学生3年生で学校内ではインテリでとおっている。
父親の悪役影響を強く受けたうちの1人で普段の性格も原典のクアットロに近くゲーム内でもノリノリで悪役を演じている（中島家の6姉妹によると「それは普通に素では？」と意見されている）。
とはいえ完全に同じではなく年下である中島家の面々に勉強を教えてやるなど面倒見のいい面やいたずらでチャイムを鳴らし続けたウェンディを叱るしつけに厳しい面もある。
七緒・スカリエッティ
使用デバイス：ブーメランアーチ
アバター：アーチャータイプ
原典のセッテでスカリエッティ五姉妹の末っ子。小学生ながら機械方面に詳しく父親の助手としてシステム構築のサポートを行っている。プレイヤーに好意を寄せている節がある。
かなり声が小さく近くにいないと聞き取れないが家族や隣の6姉妹は普通に発言や感情を読み取れる様子。それもあって普段は物静かな印象だがデュエルや体育の授業では抜群の身体能力を披露する。スカリエッティ曰く「日常ではエネルギーを消費しないでここぞという時に炸裂させる」主人公称して「チーター」の様な気質を秘めている。
ガジェットドローン
スカリエッティ家（主に四菜）が用いるAI-NPC。現時点ではII型のみで、それ以外は登場していない。

### その他の人物

#### 高町家
現時点では漫画版のみに登場。
高町恭也
なのはと美由希の兄。
高町美由希
恭也の妹で、なのはの姉。
高町桃子
恭也、なのは、美由希の母。クイントとは旧知の仲。

#### 中島家
当初ギンガたちはブレイブデュエルに興味がなかったが、スバルたちが始めたこととスカリエッティの一件から興味を持ち始めた。
中島クイント
スバルたちの母親。原典ではすでに死去しているが、アリシアやプレシア、アインスの例にもれず本作では生存している。原典では結婚後も仕事をしていたが本作では普通の専業主婦になっている。本作独自の血縁としてスカリエッティとは兄妹である。家がスカリエッティ研究所と隣同士で暴走しがちな兄の歯止めになっているほか、隣の5姉妹の面倒も見るパワフルな面を持つ。
夫の源也とはいまだ新婚気分でいるほどラブラブな関係である。また、なのはの母親である桃子とも顔見知り。
中島源也
原典におけるゲンヤ・ナカジマでスバルたちの父親。本作では大学教授をやっており八神はやては元教え子に当たる。
本作ではスカリエッティが義理の弟に当たるため彼のことを「ジェイくん」と呼んでいる。
中島ギンガ
劇中スタイル：ミッドチルダ＆インダストリー
使用デバイス：リボルバーナックル（左手）、ブリッツキャリバー
アバター：ストライカータイプ
中島家長女で唯一の中学生（中学1年生）。学業優秀でスポーツも得意、さらに趣味で格闘技もやっている。カードのイラストから原典同様かなりの大食いで6人前サイズのラーメンをペロリと平らげれる（おまけにこの後、シェアメニューも大盛りで食べている）。
中島チンク
劇中スタイル：ベルカ＆ミッドチルダ
使用デバイス：スティンガー（高レアリティでは海賊船も追加）
アバター：パイレーツタイプ
中島家次女。小学6年生。アバターの時以外は眼帯をしていない（右目は閉じたまま。理由は不明）。八神堂の常連で原典で眼帯をつけていたからか、歴史もの、海洋ロマンものが大好きで大航海時代（というより海賊）に強いあこがれを持っており彼女のバリアジャケットも海賊をイメージしたものになっている。
原典同様自分のことを「姉」というが、ディエチと一緒だとディエチの方が姉と思われ、スバルたちと一緒だと同年齢とみられるため身長が低いことがコンプレックスになっており、漫画版では同じように身長が低い事から妹に見られがちなアリシアと初対面で「心の友」と双方が認めるようになった。
中島ディエチ
劇中スタイル：インダストリー＆ベルカ
使用デバイス：バルカンスマッシャー
アバター：ガンナータイプ
中島家三女。原典と同じく数字順と姉妹順（年齢）は一致しない。力持ちで、カードのイラスト内で買い物中にかなりの量の物を運んでいたり、重量があるデバイスを軽々と持っている描写がある。デバイスは原典のイノーメスカノンではなく、ガトリング砲のバルカンスマッシャーとなっている。
中島ノーヴェ
劇中スタイル：ミッドチルダ＆ラボラトリー
使用デバイス：ガンナックル、ジェットエッジ
アバター：グラップラータイプ
スバルの1つ下の妹でウェンディとは二卵性の双子（姉）。原典と違いかなり人見知りでおとなしい性格となっており髪もおろしている。強さに悩むウェンディと共に叔父のスカリエッティに目を掛けられ、ブレイブデュエルでは禁止事項だった「子供がアバターを大人モードにする」を使って「マスクドファイター1号」と名乗りバトルをしていた。
事件後は真相を知り、一から強くなるために努力しており、大人モード使用時は原典同様「ノーヴェ・ナカジマ」を名乗っている。
大人モード時は前述のマスクドファイターから仮面を取ったもので子供時のバリアジャケットは空手の道着をイメージしたものに変更されている。
中島ウェンディ
劇中スタイル：ミッドチルダ＆ラボラトリー
使用デバイス：ライディングボード
アバター：ライダータイプ
スバルの1つ下の妹でノーヴェとは二卵性の双子（妹）。ノーヴェと異なり原典同様活発な性格で語尾に「～ッス。」とつけるのも同じで趣味＆特技もスケボーとなっている。また、かなりのいたずらっ子で中島家で起こるイタズラは大半が彼女のせい。上級者デュエリストのようにすぐに強くなりたいと渇望した際に叔父のスカリエッティと出会い、ノーヴェと共に「子供がアバターを大人モードにする」を使って「マスクドファイター2号」と名乗りバトルをしていた。
事件後はノーヴェ同様真相を知り、一から強くなるために努力しており、大人モード使用時は原典同様「ウェンディ・ナカジマ」を名乗っている。
大人モード時は前述のマスクドファイターから仮面を取ったもので子供時のジャケットはカジュアル系のデザインに変更されている。

#### 未来からの来訪者
漫画版の未来ではブレイブデュエルが全国に普及するほどになっており、全国大会も開催される規模。ゲーム版に登場するヴィヴィオ達とは別人。
高町ヴィヴィオ
使用デバイス：セイクリッド・ハート（クリス）
St.ヒルデ女学院初等科に在学する少女。ある理由から、過去のなのはたちと戦えるデュエルシステムをスカリエッティに製作を依頼したが、暴走してアインハルトと共に過去の海鳴市にタイムスリップしてしまう。
アインハルト・ストラトス
使用デバイス：アスティオン（ティオ）
St.ヒルデ女学院中等科に在学する少女で、ヴィヴィオとは親友。
リオ・ウェズリー、コロナ・ティミル
ヴィヴィオたちの友人。

#### 『マテリアル娘。 -INNOCENT-』のみ登場
本編漫画版への登場予定はない。
紫天ロボ
ブレイブデュエルがグランツ研究所で試験運用時に、シュテルとレヴィが想像したもの。なお、現時点で同作内のオリジナルキャラで唯一カード化（ただしレヴィとペア）されている。
元ネタはキリエが出典のゲームで思い浮かべたシステムU-D（ユーリ）の脳内妄想姿。
ナハト
八神家にいるハネキツネ。ゲーム版にはユーリと一緒に写っているカードがある。
白斗わかば
使用デバイス：プロスタシア
アバター：ヒーラータイプ
私立天応中学2年生で、シュテルが私立天央中学校に飛び級した際にクラスメイトとなった。
白斗このは
使用デバイス：長門
アバター：ライトニングタイプ
私立天応中学1年生で、わかばの妹。レヴィが私立天応中学校に飛び級した際にクラスメイトとなった。
リヒト
白斗家にいるハネキツネ。

### 他作品からのゲスト出演
他のシリーズなどからの特別出演者。その大半はカード及びVSデュエルの対戦相手としての参戦のみだが、一部にストーリーへと関わる者もいる。

#### 原典世界
高町ヴィヴィオ
劇中スタイル：ホビーショップT&H（ミッドチルダ）所属
使用デバイス：セイクリッド・ハート（クリス）
アインハルト・ストラトス
劇中スタイル：古書店・八神堂（ベルカ）所属
使用デバイス：アスティオン（ティオ）
リオ・ウェズリー
劇中スタイル：ホビーショップT&H（ミッドチルダ）所属
使用デバイス：ソルフェージュ
コロナ・ティミル
劇中スタイル：ホビーショップT&H（ミッドチルダ）所属
使用デバイス：ブランゼル
ジークリンデ・エレミア
劇中スタイル：グランツ研究所（インダストリー）所属
ミウラ・リナルディ
劇中スタイル：古書店・八神堂（ベルカ＆ミッドチルダ）所属
使用デバイス：スターセイバー
ホビーショップT＆Hの面々が隣町での遠征デュエルを行なった際、同伴していたプレイヤーと海岸でデュエルした謎の少女。
プレイヤーは「戦い方がザフィーラに似ている」事に気づき、ベルカスタイルであることからも八神堂の関係者ではないかと考察している。
ユミナ・アンクレイヴ
劇中スタイル：ベルカ＆ミッドチルダ
使用デバイス：ブレスレット型
ヴィクトーリア・ダールグリュン、ハリー・トライベッカ、ミカヤ・シェベル、エルス・タスミン、ファビア・クロゼルグ、ルーテシア・アルピーノ
上記の13人は『魔法少女リリカルなのはViVid』からのゲスト出演。前述のミウラを除けば基本的にストーリーには絡まない。
原典の世界からやってきており、ブレイブデュエルの規制上、ヴィヴィオとアインハルトは大人形態になれない。また、ヴィヴィオは本作ではなのはの物に酷似したバリアジャケットを着用している。
現時点ではルーテシアは単独でのカードは実装されていない。
高町なのは、フェイト・T・ハラオウン、ノーヴェ・ナカジマ
一部のカードでヴィヴィオたちと一緒に写っている原典世界の人物。

#### フロニャルド
2015年8月下旬より実装されたコラボカード。スタイルは「フロニャルド」
ミルヒオーレ・F・ビスコッティ、レオンミシェリ・ガレット・デ・ロワ、クーベル・E・パスティヤージュ
半獣半人が生きる異世界フロニャルドで戦興業（いわゆる非殺傷のチャンバラ祭り）の行事を担うビスコッティ共和国、ガレット獅子団領国、パスティヤージュ公国の代表領主。

#### その他
神楽井ゆずこ / メディカルシャマル、天使ナノハ、天使フェイト
コミックアラカルトに単独作品『光の医療少女、誕生!?』（作：若林まこと）収録。シャマルがカードローダーの整備を行っていた際の落雷で偶発的に生成されたカード。単独で起動し、デュエル乱入騒動を起こす。
神楽井かなえ、粉砕整形科ヴィータ、暗黒外科部長シグナム、剛腕整体医ザフィーラ、暗黒医療会院長アインス
神楽井かなえのカードは現時点ではCPU専用であり、プレイヤーが購入する事は出来ない。
『魔法少女リリカルなのは The MOVIE 2nd A's』Blu-ray / DVDの特装版、超特装版に収録されているミニピクチャードラマ『医療少女メディカルシャマル』からのゲスト出演。
シャンテ・アピニオン、セイン
現時点では『魔法少女リリカルなのはViVid LIFE』からのゲスト出演で実質、原典の彼女らではない。

## 登場デバイス・固有武装
ブレイブデュエル内で使用する武器。ミッドチルダ・ベルカ・インダストリーでは人格型AIが搭載されたデバイスが主で、新規のラボラトリースタイルはAI非搭載の武装を愛用する。
高町なのは所有
レイジングハート
杖型から使用魔法に合わせて砲撃型に変形できる。正式名称は「RH-01」だが、なのはが命名した。
原典の三形態に加え、本作オリジナルのレイジングハートドライバーにも変形する。
セイクリッド・ハート（クリス）
近接戦補助が得意なウサギのヌイグルミ型デバイス。なのは曰く「未来から来た友達」。原典での主はなのはの養子であるヴィヴィオ。
アリサ・バニングス所有
フレイムアイズ、フレイムアイズII
本作初登場デバイス。トリガーがついた刀剣で、トリガーを引くことで炎を纏って攻撃することもできる。初の実戦中にほぼ勢いで名付けられた。
月村すずか所有
スノーホワイト
本作初登場デバイス。親指、人差し指、中指に外付けの爪がついたグローブ型で氷を使った様々な能力を使用できる。
上記のネイルモード、右手の爪が伸びたクロウモード、長槍型のトライデントモードの形態を持つ。
フェイト・テスタロッサ所有
バルディッシュ
斧から鎌・大剣など、状況に応じてモードを切り替えられる接近戦用デバイス。更に所有者自身が高機動形態【ソニックフォーム】にスタイルチェンジできる。
StrikerS時代のライオットブレード・スティンガーも登場した。ライオットブレード・カラミティは未登場。
アリシア・テスタロッサ所有
フォーチュンドロップ
本作初登場デバイス。基本形態のドロップポッドから使用目的に応じた下記のデバイスを選択し射出する。
キャンディバー
棒付きキャンディ型のデバイス。
ハリセンスマッシュ
野球のバットほどの大きさのハリセン。
ラッキーシューター
小型の二挺拳銃。
マイクスター
漫画版に登場した、実況に使うマイク型デバイス。
八神ヴィータ所有
グラーフアイゼン
ベルカ式カートリッジシステム搭載のハンマー型デバイス。劇場版デザインであるが、原典の劇場版シリーズでは未登場のツェアシュテールングスフォルムが登場している
スターセイバー
未来から贈られたという星型デバイス。両腕・両脚部分へ重点的に装甲を取り付けた格闘戦主体のアバターを構成する。原典の主は八神道場門下生でザフィーラの弟子ミウラ・リナルディ。
八神シグナム所有
レヴァンティン、レヴァンティンII
片刃の直剣型デバイス。劇場版デザインを踏襲しているが、新型のIIは実体剣の刃の部分に魔力刃を発生させる機構が加わっている。
シュテル・スタークス所有
ルシフェリオン
レイジングハートの同型デバイス。劇場版第2作版のレイジングハート・エクセリオンに近いデザインに変更されている。
レイジングハート同様のルシフェリオンドライバーに加え、ルシフェリオンクローにも変形する。
アスティオン（猫さん）
空から降ってきた所を拾われた迷子の豹型（見た目の愛らしさからシュテルは子猫と勘違い）デバイス。回復及び防御機能に優れる。原典での主はヴィヴィオのライバルであるアインハルトで愛称はティオ。
レヴィ・ラッセル所有
バルニフィカス
バルディッシュの同型デバイス。高機動形態の呼称は【スプライトフォーム】。劇場版第2作版のバルディッシュ・アサルトに近いデザインに変更され、更に本作から新たな戦闘形態【シュプリンガーフォーム】へのスタイルチェンジが追加される。
ディバイダー996
未来から贈られた銃剣型デバイス。魔力分断によって典型的な突撃型であるレヴィの弱点だった「壊滅的な防御力」をカバーする上、彼女からの攻撃をスキルで防げないという凄まじい組み合わせが完成した。原典ではシリーズ初の非魔導師・男性主人公である見習い局員のトーマ・アヴェニールが所有する。
銀十字の書
ディバイダー996と対になる、紫天の書に酷似したデバイス。原典ではディバイダーを扱うウイルス兵器「エクリプス」感染者の身体制御機構だが、本作はエクリプスの存否自体が未確認なので詳細不明。前述のトーマのパートナー、人型リアクトプラグのリリィ・シュトロゼックがその設定を行う。
ディアーチェ・K・クローディア所有
紫天の書
所有者本人に加えて他のデュエリストから蒐集したスキルが記され、保持制限を越えて使用できる本型デバイス。
エルシニアクロイツ
紫天の書と対になる杖型デバイス。紫天の書との特性を合わせれば、多数の標的に対して同時攻撃が可能。
中島スバル所有
マッハキャリバー
ナックル型の武装と対となっているローラーブレード型デバイス。加速能力に加え、スバル自身の制御技能で複雑な高機動を可能にしている。
ティアナ・ランスター所有
クロスミラージュ
二丁拳銃の中距離線型デバイス。状況に合わせて中距離戦の連射から遠距離への狙撃、接近戦ではナイフブレードの展開から必殺の砲撃まで多彩にモードを切り替えられる。
中島ノーヴェ
ジェットエッジ
当初ラボラトリーの乱入者であったが、騒動の後にミッドチルダスタイルとして正式登録したノーヴェ用に合わせたマッハキャリバーの同型機。
中島ウェンディ
ライディングボード
ブレイブデュエルでもレアな飛行型武装。盾として相手からの攻撃を捌くことも出来る。ノーヴェのジェットエッジと異なり、非登録の乱入者から正式登録の現在まで所有している。
二乃・スカリエッティ所有
ピアッシング・ネイル
接近戦用のクロー。原典では右腕のみで主に暗殺に使用されていたが、本作では両腕での装備が可能で実戦向きな攻撃スキルも扱える。
バルディッシュ（アレンジ）
元々はフェイトのデバイスだが二乃専用形態【ソニックフォームD】へとリライズアップ出来る。
デザイン元は休載中作品『Force』設定内の【真ソニックフォーム】。
三月・スカリエッティ所有
擊砕ブレード
本作初登場武装。ソフトボール経験者の三月に合わせてか外見は「唯の金属バット」。当人曰く、破壊力は抜群とのことだが、元々現空手部の徒手空拳スタイルというのもあって出番は少ない。
七緒・スカリエッティ所有
ブーメランブレード
ブーメラン型武装。新規スタイルのアーチャーである七緒に合わせた専用武器。名称のように遠距離へ投擲する他にも、接近戦では剣の様に使える。
クロスミラージュ（セッテカラーリング）
ティアナのガンナースタイルが好きで、自身で装着することもある。自分のパーソナルカラーであるピンクを基準に模様替え。

## 用語
ブレイブデュエル
グランツ・フローリアンを中心に地方都市の研究者（変わり者）が開発した体感型のシミュレーションゲーム。プレイヤーは登録制で主に「デュエリスト」と呼称される。ゲームとのある程度のデータ共用が可能なため、プレシアとリンディはかつてプレイしていたシミュレーションゲームのデータをコンバートしてアバターとデバイスにしている
リライズアップ
ゲーム内でバリアジャケット形態に変身する事を指し、漫画版では一定のカード枚数（ゲームではカードのMAXレベル－10以上の同名カード2枚。ただし下記の例外あり）で行える。基本的にバリアジャケット装着時の掛け声は何でもいいらしく、アリシアやダークマテリアルズは独自の掛け声を使っている。
ユニゾン
通常のリライズと異なり、決まった2種類の異なるカードの組み合わせで行うリライズ。
ベースとなったキャラにもう片方のキャラの特性が加わり2つの属性を同時に併せ持ったり、長所がさらに特化されたり逆に弱点だった点が改善されるなど様々なメリットがある。
また、シュテルとレヴィ、アリサとすずかなどどちらをメインしても合成可能な組み合わせが存在する。
基本的な外見上の変化は「バリアジャケットとデバイスの色がもう片方のキャラのカラーリングを基調とした物に変化（ミッドチルダ系メンバー全員、ダークマテリアルズ＆ユーリが該当）」、「バリアジャケット、髪の毛、瞳の色が変化（ベルカ系メンバー全員が該当）」、「手持ちの武器交換（フローリアン姉妹が該当）」に分けられる。
漫画版ではグランツ博士も想定していなかった形態とされている。
アバター
ゲーム内における自身の分身。デュエリスト特性に合わせた様々なバリエーションが存在しており、一部の者はこれを独自にカスタマイズした物を着用している。
登録時に入力した個人情報、選んだカードデザインで生成され、希にこれらの組み合わせから希少（レア）なスタイル・カラーとなる者がいる。例としてなのはの様に白を基準としたアバターは滅多に現れない。
なお、当初アバター制作のルールとして「大人が昔の自分の写真から子供のころのデザインのアバターを作るのはOKだが、子供が大人化した自分のアバターを作るのは禁止」というものがあったが、なのはたちを見ていてグランツも考えを変えたらしく、後に大人化アバターも「GEモード」の名で解禁された。
＜主なバリエーション＞
セイクリッドタイプ
使用者：なのは、シュテル、アリサ（一部）
後方からの火力に特化した重砲撃型。
ライトニングタイプ
使用者：フェイト、レヴィ
防御力を犠牲にスピードを特化させた接近戦型。
ガンナータイプ
使用者：アリシア、ティアナ、ディエチ
全距離に対応したバランスタイプ。
プロフェッサータイプ
使用者：すずか
主に援護、索敵、スキルに特化した後方支援タイプ。
フェンサータイプ
使用者：アリサ、シグナム、アインス（一部）
剣を使った戦闘に特化した中近距離戦タイプ。
ロード・オブ・グローリータイプ
使用者：はやて、ディアーチェ、なのは（一部）、すずか（一部）、シュテル（一部）
後方からの広範囲攻撃に特化した指揮官タイプ。かなりのレアアバター。
エクスキューショナータイプ
使用者：クロノ
防御が固めで、特に対物理形の耐性が高い。ベルカスタイルのデュエリストに対して高い戦闘能力を見せる。
アーマーナイトタイプ
使用者：ヴィータ
セイクリッドタイプとは逆に接近戦に特化した重装甲型。
クレリックタイプ
使用者：シャマル
回復と支援に特化をしたタイプ。
アークビショップタイプ
使用者：リインフォース・アインス
軽装型の後衛タイプ。
ナイトレイダータイプ
使用者：リインフォース・アインス
前衛向きの装備。
プロテクトスーツ
使用者：アミティエ、キリエ
インダストリースタイルにのみ見られる独自の物で、全アバターの中で唯一武器の切り替えが可能。
インペリアルローブ
使用者：ユーリ
モードの切り替え可能。ロード・オブ・グローリータイプ以上のレアアバター。
ストライカータイプ
使用者：スバル、ギンガ
高速近接格闘型。
ホビーショップT&H
海鳴市にあるリンディとプレシアの2人が共同経営するホビーショップ。T&Hの由来はテスタロッサ&ハラウオンおよびトレジャー&ホビー。漫画版とゲームにおけるなのは、アリサ、すずか、テスタロッサ姉妹などの拠点。シミュレーターとカレーなどが食べられる軽食スペースを兼ねたコミュルームがある。カードデッキのデザインは「ミッドチルダ式」。
古書店・八神堂
藤丘町にある八神家が家族経営している書店で、漫画版とゲームにおける八神家メンバーの拠点。古書店であるが古書以外に新刊書籍や玩具も扱っており、地下にはアリーナ施設が存在する。カードデッキデザインは「ベルカ式」。
グランツ研究所
暁町にあるグランツ・フローリアンが所長を務める研究施設にしてブレイブデュエル発祥の地。漫画版とゲームにおけるフローリアン姉妹、ダークマテリアルズ、ユーリの拠点。研究施設であるが一般のためにブレイブデュエルの施設を開放しているほかコミュルームを兼ねたウエスタン風カフェが存在する。カードデッキデザインは「インダストリー」。
スカリエッティ研究所
ジェイル・スカリエッティが所長を務める研究施設。中島家とはお隣関係。カードデッキデザインは新たに追加された「ラボラトリー」。

## 関連作品

### 漫画
魔法少女リリカルなのは マテリアル娘。 -INNOCENT-
『コンプエース』2013年6月号から2016年5月号まで連載。原作・都築真紀、作画・榊蒼十郎によるパロディ漫画。時系列は漫画版第1部よりも前を描いている。
1. INNOCENT 2014年4月26日発行 ISBN 978-4-04-121100-7
2. INNOCENT R 2015年2月26日発行 ISBN 978-4-04-102555-0
3. INNOCENT SR 2015年9月26日発行 ISBN 978-4-04-103410-1
4. INNOCENT HR 2016年4月26日発行 ISBN 978-4-04-104147-5

魔法少女リリカルなのはINNOCENT コミックアラカルト
1. 2013年10月26日発行 ISBN 978-4-04-120705-5

### CD
魔法少女リリカルなのはINNOCENT サウンドステージ01
2015年8月開催のコミックマーケット88にて販売。一般販売は2015年10月。

### グッズ
2013年8月開催のコミックマーケット84企業ブースでは初めて「NANOHA INNOCENT PROJECT」名義で出展がなされ、抱き枕カバー、ベッドシーツなどが頒布された。
2013年10月下旬より、バンプレスト販売のキャラクターグッズシリーズ「一番くじ」の一つとして『一番くじ 魔法少女リリカルなのはINNOCENT』が発売された。
2013年11月には、「INNOCENT」としては初の市販フィギュアとなる『魔法少女リリカルなのはINNOCENT ねんどろいどぷち 高町なのは セイクリッドモード＆ヴィータ』（グッドスマイルカンパニー販売「ねんどろいどぷち」シリーズ）が受注生産で発売された。
2014年8月開催のコミックマーケット86企業ブースでも引き続き「NANOHA INNOCENT PROJECT」名義で出展がなされ、設定資料集、抱き枕カバー、ラバーキーホルダーなどが頒布された。設定資料集は2014年10月9日よりアニメイトにて再発売された。
2014年9月下旬より、『INNOCENT』としては2番目の一番くじとなる「一番くじプレミアム 『魔法少女リリカルなのは INNOCENT』 1stデュエル」が発売された。
2015年1月より、セブン・アークスと三井住友カードの提携カードとして、「魔法少女リリカルなのはINNOCENT VISAカード」の発行が開始されている。

## 単行本
魔法少女リリカルなのはINNOCENT
1. 2013年5月24日発行 ISBN 978-4-04-120706-2
2. 2013年10月26日発行 ISBN 978-4-04-120884-7
3. 2014年4月26日発行 ISBN 978-4-04-121101-4

魔法少女リリカルなのはINNOCENTS
1. 2015年2月26日発行 ISBN 978-4-04-102556-7
2. 2015年7月26日発行 ISBN 978-4-04-103452-1
3. 2016年3月26日発行 ISBN 978-4-04-104094-2